# Ми не самотні (фільм, 2022)
«Ми не самотні» (We Are Not Alone) — британський науково-фантастичний комедійний телефільм 2022 року, створений Лоренсом Рікардом і Беном Віллбондом.

## Про фільм
Сумирний і нещасливий працівник Стюарт контактує з трьома представникам інопланетної раси Гу'ун, які захопили Землю, установивши правління над Сполученим Королівством.
Альянс проти інопланетян намагається повалити їх. Стюарт прагне впоратися — з перемінним успіхом — привернути прибульців до британського народу та за будь-яку ціну уникнути фатальної розв'язки.

## Знімались
| Актор            | Роль                     |
| ---------------- | ------------------------ |
| Деклан Бакстер   | Стюарт                   |
| Джорджія Мей Фут | Елоді                    |
| Брюс Макіннон    | Вейд                     |
| Евелін Мок       | Годж                     |
| Вікі Пеппердін   | Тратер                   |
| Лоуренс Рікард   | Кірх                     |
| Джо Томас        | Греггс                   |
| Бен Віллбонд     | Даррент                  |
| Майк Возняк      | Горган                   |
| Аманда Аббінгтон | Керолайн                 |
| Дейн Баптіст     | Джордан                  |
| Роб Ділейні      | Брейдел                  |
| Майлз Джапп      | Колишній прем'єр-міністр |